# Mark Andrews (fútbol americano)
Mark Andrews (Scottsdale, Arizona, 6 de septiembre de 1995) es un jugador profesional estadounidense de fútbol americano que se desempeña en la posición de tight end en Baltimore Ravens, equipo de la National Football League (NFL).

## Carrera
Fue seleccionado en la tercera ronda en la Reunión Anual de Selección de Jugadores de la NFL de 2018. Hizo su debut profesional con el equipo Baltimore Ravens, donde lleva jugando seis temporadas.